# Josune Irabien Marigorta
Miren Josune Irabien Marigorta (Amurrio, Álava, 1970) es una política del Partido Nacionalista Vasco (PNV). Fue la primera mujer en ser alcaldesa del municipio alavés de Amurrio, cargo que desempeñó desde 2011 hasta 2020.

## Trayectoria política
Irabien es licenciada en Ciencias Políticas y de la Administración y técnica de normalización lingüística.
Desde joven ha estado vinculada al Partido Nacionalista Vasco. De 2003 a 2007 fue juntera en las Juntas Generales de Álava por la circunscripción de Vitoria y de 2007 a 2011 formó parte de la Junta de la Cuadrilla de Ayala.
En las elecciones municipales de 2011 fue elegida alcaldesa del municipio de Amurrio, convirtiéndose en la primera mujer en ocupar la alcaldía, puesto para el que fue reelegida en 2015 y 2019.
En noviembre de 2020, tras nueve años y medio como alcaldesa, dejó su cargo para ser directora de Relaciones con las Administraciones Locales y Registros Administrativos del Gobierno Vasco. En junio de 2023 fue nombrada Secretaria General de Emakunde y en septiembre de 2024 fue nombrada directora de Promoción del Euskera del Gobierno Vasco.
Irabien ha sido también vocal de la Comisión Ejecutiva de EUDEL entre 2011 y 2020 y participa en la Virginia Woolf Basqueskola, un espacio de encuentro, diálogo y formación para alcaldesas y concejalas vascas.